# Vitrimurella
Vitrimurella is een mosdiertjesgeslacht uit de familie van de Vitrimurellidae en de orde Cheilostomatida. De wetenschappelijke naam ervan is in 2014 voor het eerst geldig gepubliceerd door Winston, Vieira & Woollacott.

## Soorten
- Vitrimurella ampla (Canu & Bassler, 1928)
- Vitrimurella anatina (Canu & Bassler, 1928)
- Vitrimurella fulgens (Marcus, 1955)
- Vitrimurella gemina (Tilbrook, 2006)
- Vitrimurella lata (Smitt, 1873)
- Vitrimurella lepida (Hayward, 1988)